# Werneuchen
Werneuchen ist eine nordöstlich von Berlin gelegene Kleinstadt im Landkreis Barnim des Bundeslandes Brandenburg. Als Stadt im „engeren Verflechtungsraum“ gehört das Grundzentrum Werneuchen zur europäischen Metropolregion Berlin/Brandenburg.

## Geographie
Werneuchen liegt auf dem Barnim, einem Höhenzug zwischen Berlin und Eberswalde. Die Landschaft ist durch die letzte Eiszeit geprägt. Zeugnisse dieser Zeit sind das Naturschutzgebiet Weesower Luch und Seen wie der Haussee in Seefeld und der Gamensee. Die Stadt liegt im Regionalpark Barnimer Feldmark.
Das Stadtgebiet grenzt im Norden an das Amt Biesenthal-Barnim, im Osten an die Ämter Falkenberg-Höhe und Barnim-Oderbruch, im Süden an die amtsfreie Stadt Altlandsberg und im Westen an die amtsfreie Gemeinde Ahrensfelde und die amtsfreie Stadt Bernau.
Nachbargemeinden
Nachbargemeinden von Werneuchen sind:
- Ahrensfelde
- Bernau bei Berlin
- Biesenthal
- Altlandsberg im Landkreis Märkisch-Oderland
- Panketal
- Prötzel im Landkreis Märkisch-Oderland

## Stadtgliederung
Die Stadt gliedert sich nach ihrer Hauptsatzung in folgende Ortsteile:
- Hirschfelde
- Krummensee
- Löhme
- Schönfeld
- Seefeld
- Tiefensee
- Stadt Werneuchen
- Weesow
- Willmersdorf

Außerdem sind folgende Wohnplätze ausgewiesen: Amselhain, Bahnhofssiedlung, Elisenhof, Rudolfshöhe, Steinau, Stienitzaue, Werftpfuhl und Werneuchen-Ost.
Die Stadtverordnetenversammlung von Werneuchen beschloss am 19. Dezember 2013 die Verselbstständigung der bisher zu einem Ortsteil verbundenen Gemeindeteile Seefeld und Löhme. Die Trennung wurde zur Kommunalwahl am 25. Mai 2014 rechtswirksam.

## Geschichte
Die ursprünglich wendische Siedlung Werneuchen wurde 1247 durch Unterschrift des Pfarrers Johann de Warnow als Zeuge auf zwei Urkunden erstmals erwähnt. Am 24. oder 25. April 1432 wurde die Stadt von einer hussitischen Truppe, die am 23. April vergeblich versucht hatte, Bernau zu erobern, völlig zerstört. Da die Stadt im Unterschied zu Bernau über keine starke Befestigung verfügte, hatten die Bewohner keine Verteidigung versucht, sondern waren geflohen. Während des Dreißigjährigen Krieges litt die Stadt sehr unter Plünderungen und brannte 1637 fast völlig ab. Im Mittelalter wurde die Stadt durch die Wröhe, eine freiwillige Gerichtsbarkeit der Bürger zur Regelung von Flurstreitigkeiten und -schäden, bekannt. Sie fand wöchentlich oder monatlich unter einer Linde auf dem Kirchplatz statt.
Obwohl seit 1375 mit Stadtrecht versehen, hatte der Ort nie überregionale Bedeutung. Theodor Fontane beschreibt ihn in den Wanderungen durch die Mark Brandenburg.
Zur Geschichte von Krummensee, Löhme, Seefeld, Weesow und Willmersdorf bis 1874 siehe Amt Löhme.
Durch den Bau der Bahnstrecke Berlin–Wriezen, deren Führung über Werneuchen durch einen lokalen Verein wesentlich gefördert wurde (Eröffnung 1898), verbesserte sich die Verkehrsanbindung Werneuchens erstmals erheblich. 1906 erhielt Werneuchen ein Elektrizitätswerk und elektrische Straßenbeleuchtung. Zwischen 1910 und 1930 entstand eine Reihe neuer Wohnsiedlungen wie Rudolfshöhe, Amselhain, Stienitzaue und Werneuchen-Ost. Unverändert ist die Regionalbahnverbindung mit Berlin eine wichtige Ergänzung der bei Ahrensfelde endenden Berliner S-Bahn. Dies führte jedoch weder zu einer großmaßstäblichen Industrialisierung, noch kam es zu einer auf Berlin bezogenen Suburbanisierung.

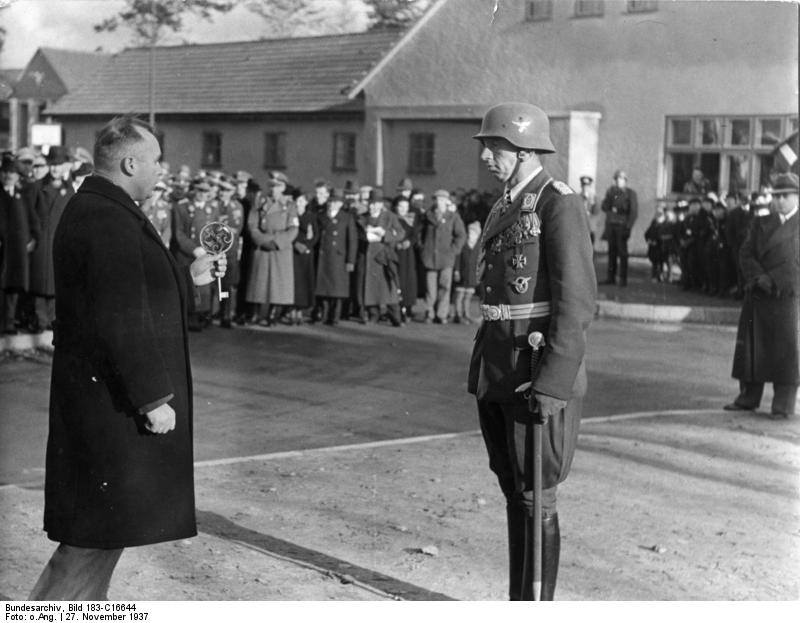
Werneuchen wird Garnison: Schlüsselübergabe 1937

Ab 1937 gewann Werneuchen neue Bedeutung als Fliegerhorst der deutschen Luftwaffe (Jagdfliegerschule 1). Nach Ende des Zweiten Weltkriegs wurde der Flugplatz Werneuchen als Militärflugplatz der sowjetischen Garnison erheblich ausgebaut und von der Westgruppe der Truppen der Sowjetarmee (GSSD/WGT) durch Frontbombenflieger-, Aufklärungsflieger- und Hubschrauberverbände der 16. Luftarmee bis zu deren Abzug 1993 militärisch genutzt. Heute dient er als Sportflugplatz.
In Weesow befand sich nach dem Zweiten Weltkrieg bis zum August 1945 das sowjetische Speziallager Nr. 7, ein Internierungslager. Es wurde später nach Sachsenhausen verlegt.
Nach der Wende wurde im Zuge der Ämterbildung im Land Brandenburg das Amt Werneuchen mit Sitz in Werneuchen gebildet. Der Minister des Innern des Landes Brandenburg erteilte seine Zustimmung zur Bildung des Amtes Werneuchen am 13. Juli 1992. Als Zeitpunkt des Zustandekommens des Amtes wurde der 31. Juli 1992 festgelegt. Das Amt bestand zunächst aus neun Gemeinden in den damaligen Kreisen Bernau und Bad Freienwalde: Hirschfelde, Krummensee, Löhme, Seefeld, Weesow, Willmersdorf, Schönfeld, Tiefensee und der Stadt Werneuchen. Am 31. Dezember 1998 wurde die Gemeinde Löhme in die Gemeinde Seefeld eingegliedert. Zum 31. Dezember 2001 wurde die Gemeinde Weesow in die Stadt Werneuchen eingegliedert. Am 26. Oktober 2003 wurden die Gemeinden Hirschfelde, Krummensee, Schönfeld, Seefeld, Tiefensee und Willmersdorf in die Stadt Werneuchen eingegliedert. Das Amt Werneuchen wurde aufgelöst, die Stadt Werneuchen ist amtsfrei. Vier Ortsteile klagten vor dem Landesverfassungsgericht des Landes Brandenburg erfolglos gegen diese Entscheidung. Der Ortsteil Seefeld-Löhme wurde 2013 in die beiden Ortsteile Seefeld und Löhme geteilt.
Werneuchen gehörte bis zum 1. Juli 1950 zum Landkreis Oberbarnim, kam dann zum Landkreis Niederbarnim und am 25. Juli 1952 zum Kreis Bernau im DDR-Bezirk Frankfurt (Oder). Am 6. Dezember 1993 wurde der heutige Landkreis Barnim gebildet.
Das heutige Stadtgebiet ist identisch mit dem Gebiet des von 1992 bis 2003 existierenden Amtes Werneuchen.

## Bevölkerungsentwicklung
| Jahr | Einwohner |
| ---- | --------- |
| 1875 | 1.426     |
| 1890 | 1.641     |
| 1910 | 1.980     |
| 1925 | 2.249     |
| 1933 | 2.887     |
| 1939 | 4.095     |

| Jahr | Einwohner |
| ---- | --------- |
| 1946 | 4.218     |
| 1950 | 4.301     |
| 1964 | 3.908     |
| 1971 | 3.883     |
| 1981 | 3.474     |
| 1985 | 3.448     |

| Jahr | Einwohner |
| ---- | --------- |
| 1990 | 3.224     |
| 1995 | 3.206     |
| 2000 | 3.577     |
| 2005 | 7.799     |
| 2010 | 7.920     |
| 2015 | 8.321     |

| Jahr | Einwohner |
| ---- | --------- |
| 2020 | 9.226     |
| 2021 | 9.261     |
| 2022 | 9.102     |
| 2023 | 9.176     |
| 2024 | 9.397     |

Gebietsstand des jeweiligen Jahres, Einwohnerzahl: Stand 31. Dezember (ab 1991), ab 2011 auf Basis des Zensus 2011, ab 2022 auf Basis des Zensus 2022
Die Zunahme der Einwohnerzahl 2005 ist auf die Eingliederung mehrerer Gemeinden im Jahr 2003 zurückzuführen.

## Politik

### Stadtverordnetenversammlung
Die Stadtverordnetenversammlung von Werneuchen besteht aus 18 Stadtverordneten und dem hauptamtlichen Bürgermeister. Die Kommunalwahl am 9. Juni 2024 führte zu folgendem Ergebnis:
| Partei / Wählergruppe               | Stimmenanteil 2014 | Sitze 2014 |  | Stimmenanteil 2019 | Sitze 2019 |  | Stimmenanteil 2024 | Sitze 2024 |
| ----------------------------------- | ------------------ | ---------- |  | ------------------ | ---------- |  | ------------------ | ---------- |
| AfD                                 | –                  | –          |  | 18,0 %             | 3          |  | 28,8 %             | 5          |
| Unabhängige Wählergruppe Werneuchen | 13,3 %             | 2          |  | 23,7 %             | 4          |  | 14,8 %             | 3          |
| CDU                                 | 16,9 %             | 3          |  | 09,1 %             | 2          |  | 14,0 %             | 2          |
| Die Linke                           | 33,0 %             | 6          |  | 15,6 %             | 3          |  | 09,4 %             | 2          |
| Gemeinsam für Werneuchen            | –                  | –          |  | –                  | –          |  | 08,7 %             | 2          |
| SPD                                 | 19,3 %             | 3          |  | 13,5 %             | 3          |  | 08,4 %             | 1          |
| Grüne                               | –                  | –          |  | –                  | –          |  | 04,6 %             | 1          |
| Einzelbewerber Germaine Keiling     | –                  | –          |  | –                  | –          |  | 04,2 %             | 1          |
| Wählerinitiative Werneuchen         | 08,4 %             | 2          |  | 06,1 %             | 1          |  | 03,9 %             | 1          |
| Die PARTEI                          | –                  | –          |  | 02,8 %             | 1          |  | 01,6 %             | –          |
| FDP                                 | 02,5 %             | –          |  | 02,1 %             | –          |  | 01,6 %             | –          |
| Freie Wähler Werneuchen             | –                  | –          |  | 05,5 %             | 1          |  | –                  | –          |
| Bürger für Werneuchen               | –                  | –          |  | 02,1 %             | –          |  | –                  | –          |
| Einzelbewerber Holger Heinrich      | –                  | –          |  | 01,6 %             | –          |  | –                  | –          |
| Wählergruppe pro Seefeld            | 03,6 %             | 1          |  | –                  | –          |  | –                  | –          |
| Die Unabhängigen                    | 03,1 %             | 1          |  | –                  | –          |  | –                  | –          |

### Bürgermeister

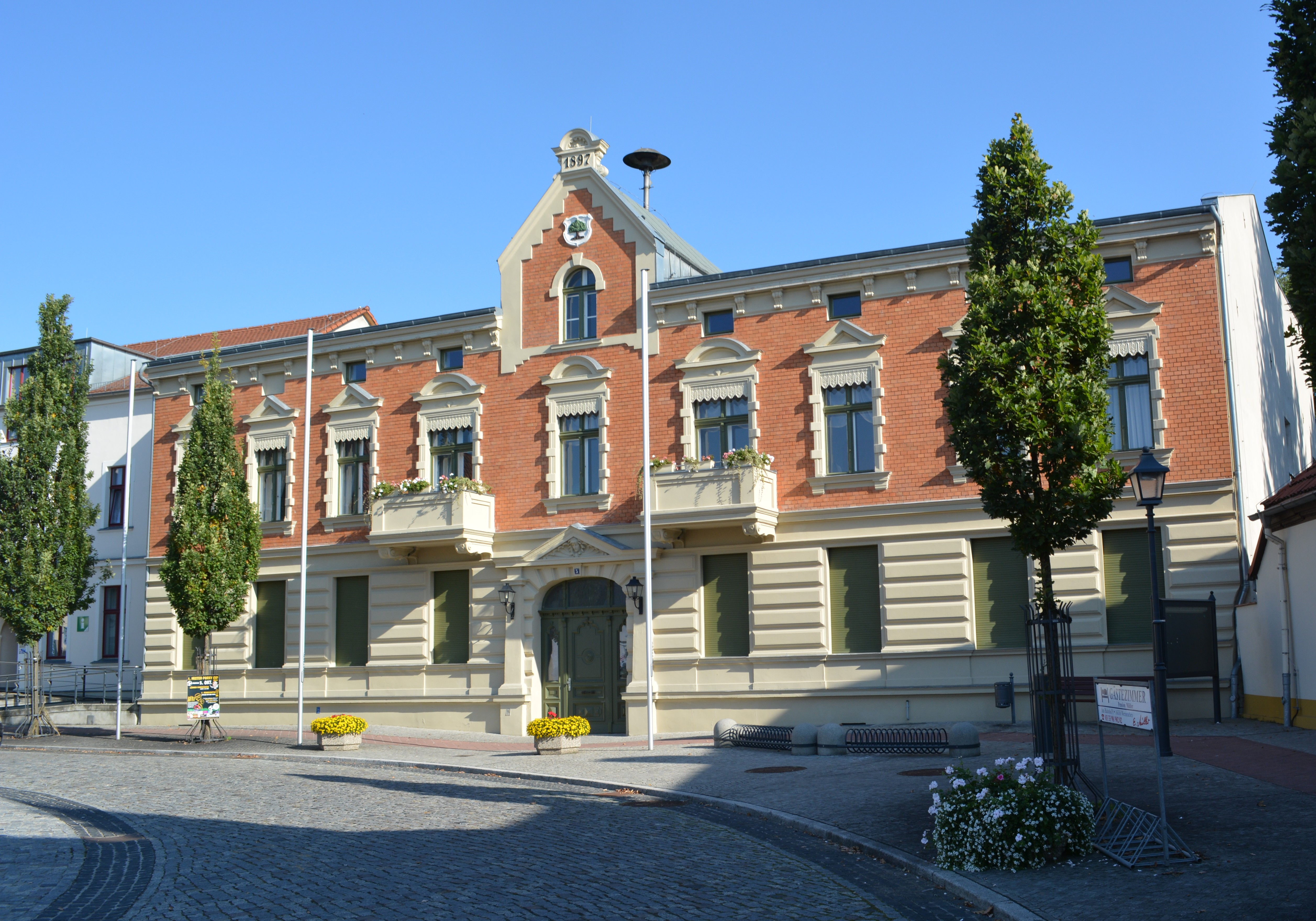
Rathaus

- 2001–2019: Burkhard Horn (Die Linke)[17]
- 2020–2024: Frank Kulicke (Unabhängige Wählergruppe Werneuchen)
- seit 2024: Astrid Hildebrand (parteilos)

Kulicke wurde in der Bürgermeisterstichwahl am 22. September 2019 mit 69,4 % der gültigen Stimmen gewählt. In einem Bürgerentscheid am 9. Juni 2024 wurde er mit 73,0 % der gültigen Stimmen abgewählt und war seit dem 13. Juni 2024 nicht mehr im Amt.

In der Stichwahl am 13. Oktober 2024 wurde Hildebrand mit 63,8 % der gültigen Stimmen zur neuen Bürgermeisterin gewählt. Ihre Amtszeit beträgt acht Jahre.

### Wappen
| Wappen von Werneuchen | Blasonierung: „Unter grünem Schildhaupt, belegt mit einem silbernen Doppelsturzsparren, in Silber auf grünem Boden eine grüne Linde.“ |
| Wappen von Werneuchen | Wappenbegründung: Die Linde im Wappen Werneuchens geht auf ein Siegel aus dem Jahr 1670 zurück. Als Baumart setzte sich im 19. Jahrhundert die Eiche durch. Im Jahr 2000 wurde durch das Landeshauptarchiv von Brandenburg das Führen des Wappens vorläufig untersagt, da ein einzelner Baum kein Unterscheidungsmerkmal zu anderen Wappen darstelle. Das Wappen wurde vom Erfurter Heraldiker Frank Diemar gestaltet und am 10. August 2001 durch das Ministerium des Innern genehmigt. |

Historisches Wappen
| altes Stadtwappen von Werneuchen | Blasonierung: „In Silber auf grünem Berg ein natürlicher Baum.“ |
| altes Stadtwappen von Werneuchen | Wappenbegründung: Die Entstehungszeit des Wappens ist nicht bekannt, sie könnte im 13. Jahrhundert liegen. Der Baum im Wappen stellt wahrscheinlich einen Gerichtsbaum dar. Er wird einmal als Linde (Wrö-Linde genannt) gedeutet, nach anderen Darstellungen als Eiche (redendes Wappen „Wern-Eichen“). |

### Flagge
„Die Flagge ist Weiß - Grün (1:1) gestreift und mittig mit dem Stadtwappen belegt.“

### Dienstsiegel
Das Dienstsiegel zeigt das Wappen der Stadt mit der Umschrift STADT WERNEUCHEN • LANDKREIS BARNIM.

### Städtepartnerschaften
- Dziwnów, ehem. Berg-Dievenow, in Polen, seit 1996
- Ustronie Morskie, ehem. Henkenhagen, in Polen, seit 1996[24]

## Sehenswürdigkeiten
In der Liste der Baudenkmale in Werneuchen und in der Liste der Bodendenkmale in Werneuchen stehen die in der Denkmalliste des Landes Brandenburg eingetragenen Kulturdenkmale.

### Bauwerke

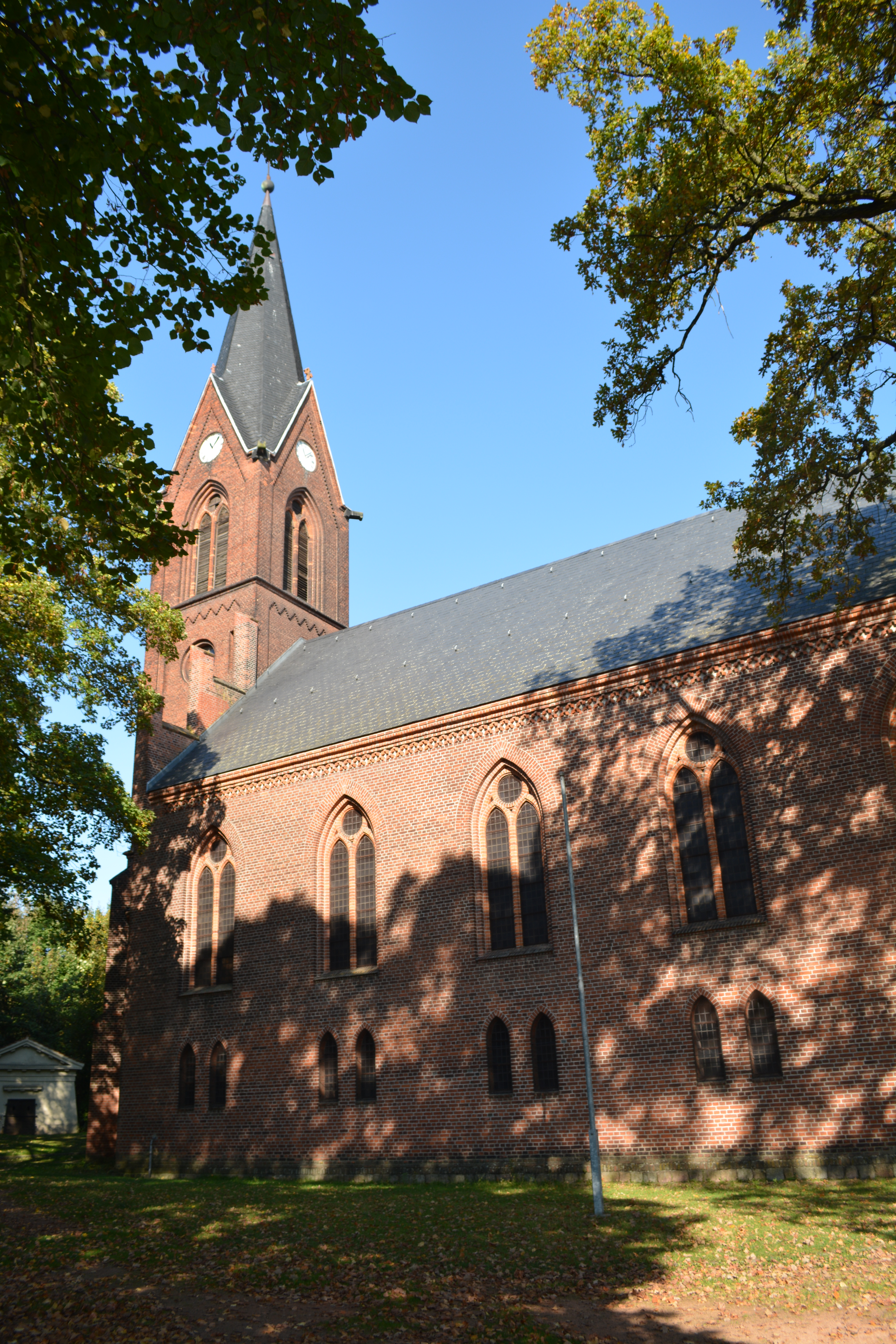
Stadtkirche St. Michael

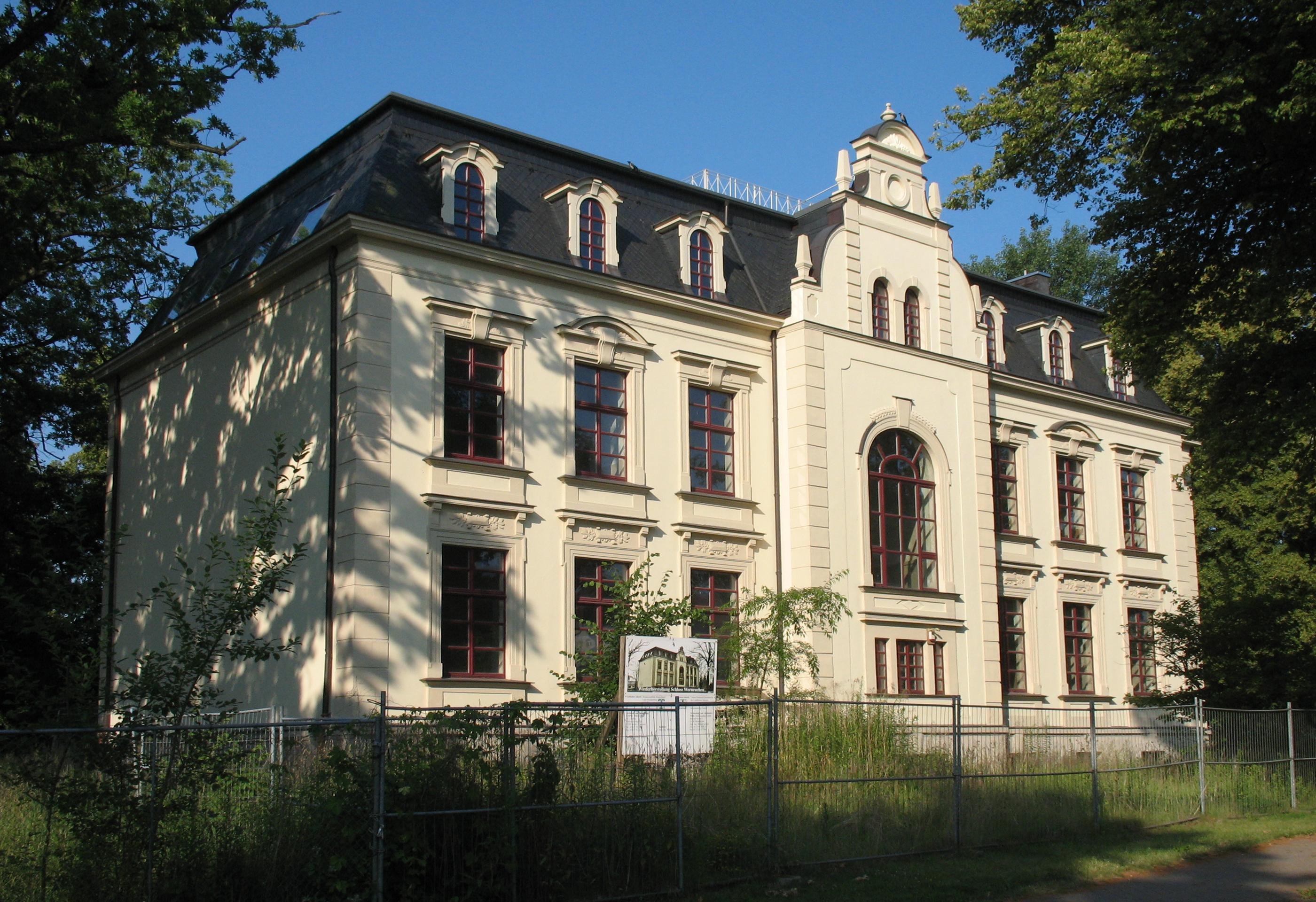
Schloss Werneuchen

- Neugotische Stadtkirche St. Michael, erbaut 1873/1874 nach einem Entwurf von Robert Thiem, mit den Gräbern der Familie Schmidt (von Werneuchen), dem Gedenkstein für den in der Schlacht bei Blumberg gefallenen Freiheitskämpfer Otto von Arnim und dem Mausoleum der Familie Petitjean (im Architekturstil des David Gilly)
- Katholische Pfarrkirche St. Joseph, Lamprechtstraße
- Schloss Werneuchen, historistischer Bau von 1913
- Rittergut Hirschfelde, ein aus dem Herrenhaus, dem Verwalterhaus, der Remise, einem Pferdestall, mehreren anderen Stallgebäuden, einer Schnapsbrennerei, einem Wasserturm und einem Kindergarten bestehender Gutshof. Die erhaltenen Gebäude wurden in den letzten Jahren teilweise restauriert.
- Johannaheim in Werftpfuhl (im Ortsteil Hirschfelde), als Waisenhaus gestiftet vom Berliner Unternehmer und Hirschfelder Rittergutsbesitzer Eduard Arnhold und heute von der Jugendbildungsstätte Kurt Löwenstein genutzt
- Dorfkirche Krummensee, entstand im 13. Jahrhundert und wurde im 14./15. Jahrhundert um einen Westturm ergänzt. 1866 erneuerte die Kirchengemeinde die Kirchenausstattung.
- Weitere mittelalterliche Dorfkirchen in
  - Hirschfelde
  - Schönfeld (seit dem Zweiten Weltkrieg zum Teil Ruine)
  - Seefeld (auf dem Kirchhof zahlreiche Gräber für gefallene Soldaten und Volkssturmleute der Schlacht um Berlin vom 21. April 1945)
  - Weesow
  - Willmersdorf

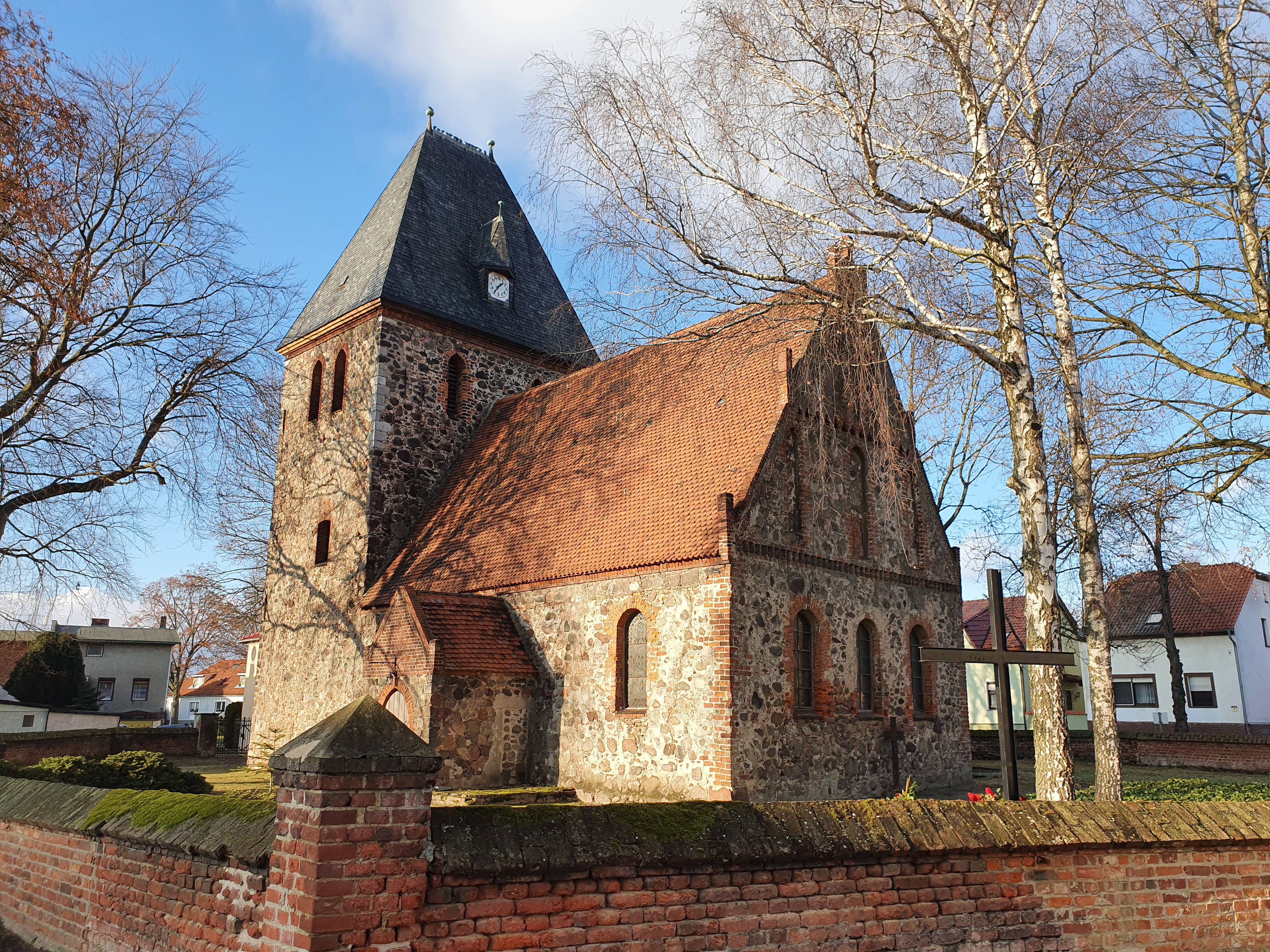
Dorfkirche Seefeld
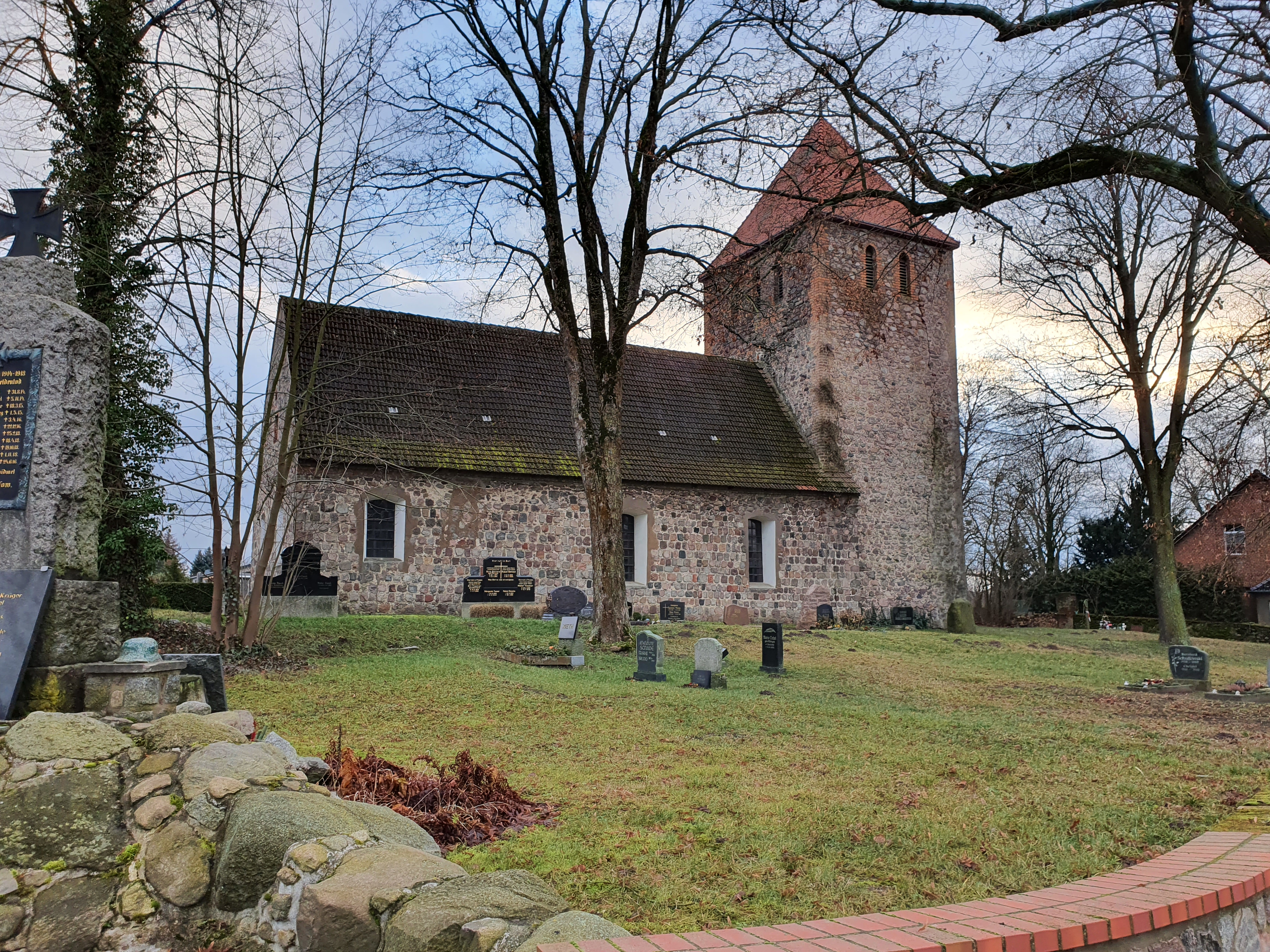
Dorfkirche Weesow
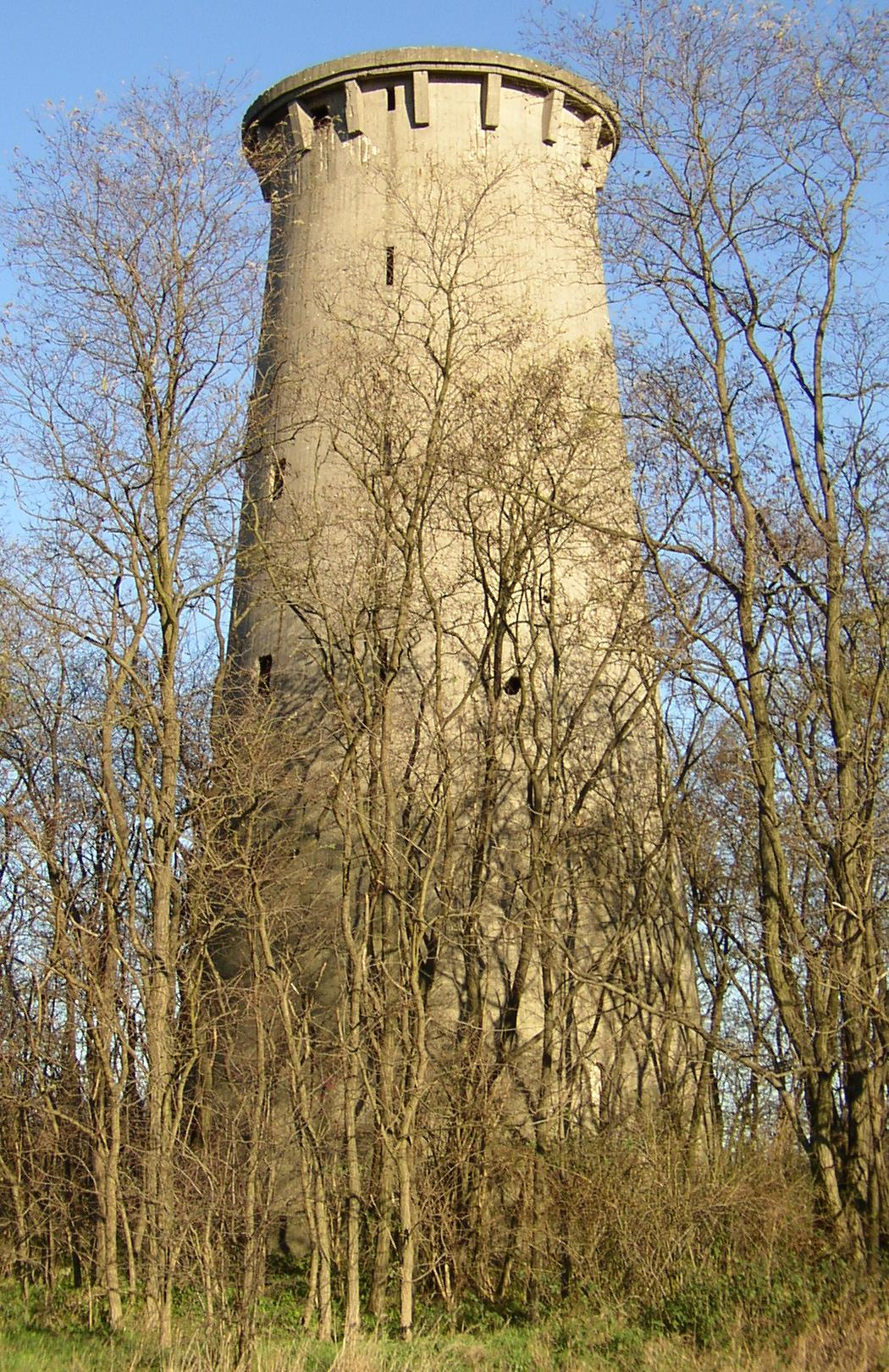
Radarturm Weesow
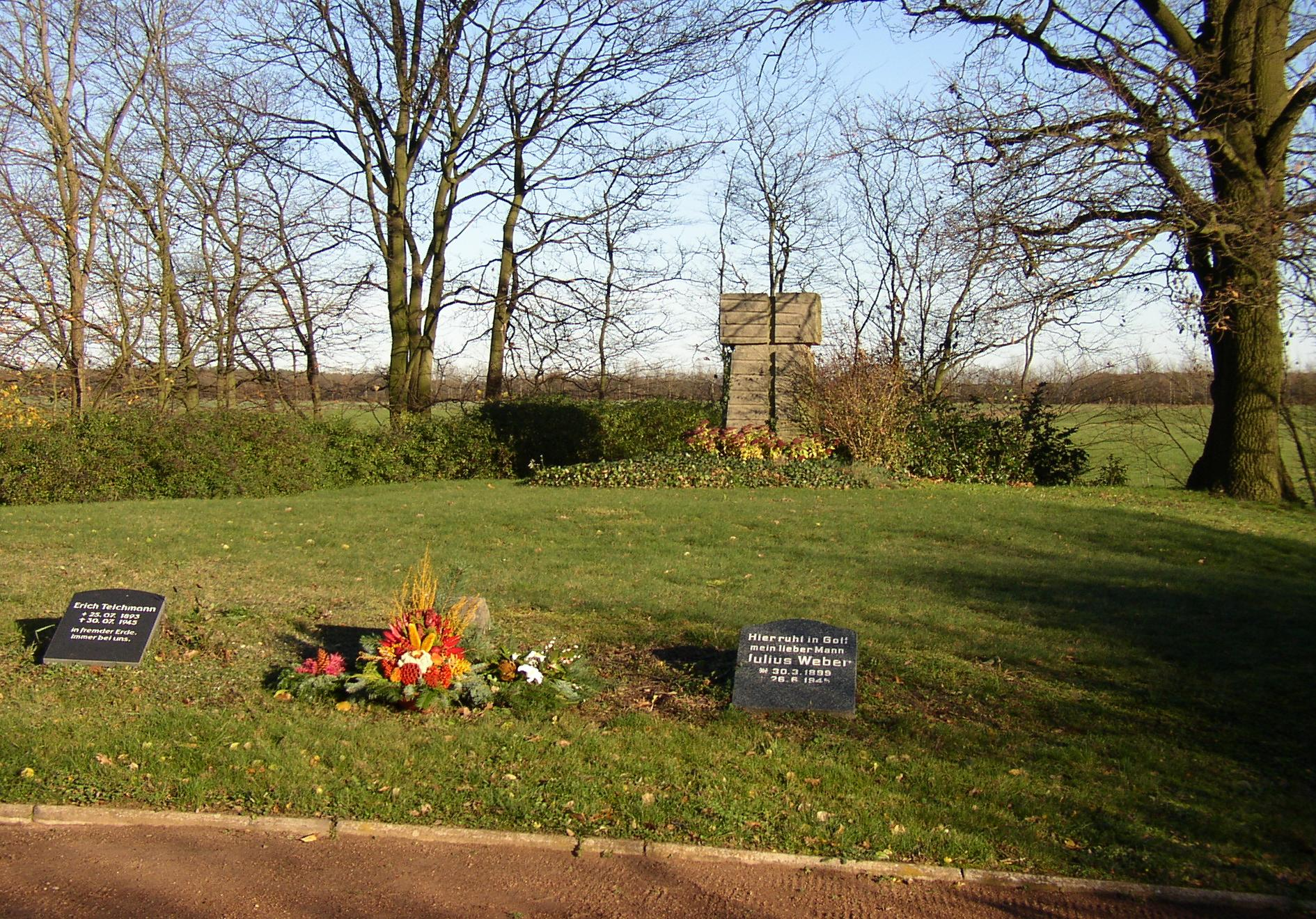
Gedenkstätte für das Speziallager der SMAD in Weesow
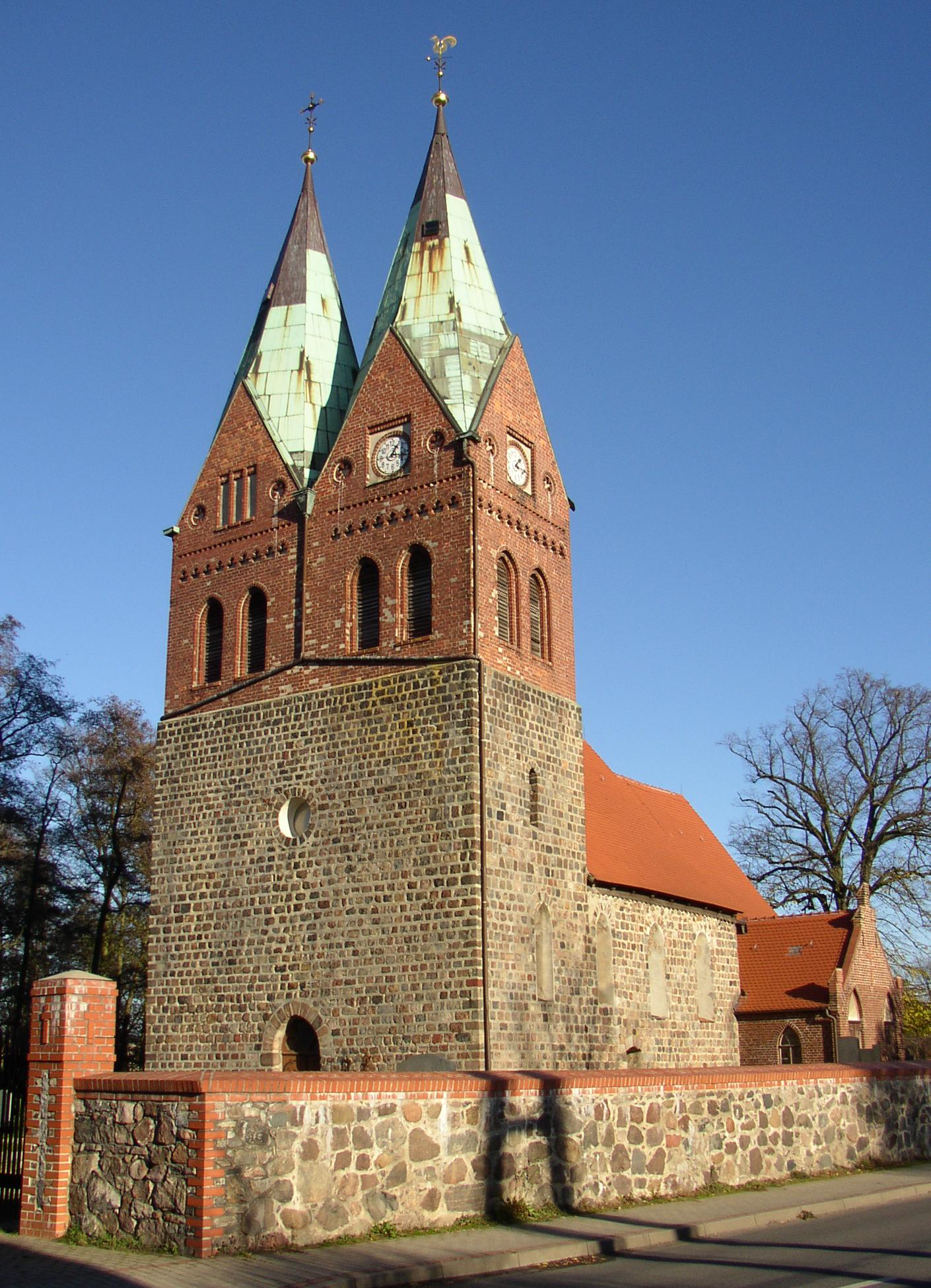
Kirche in Willmersdorf

### Geschichtsdenkmale

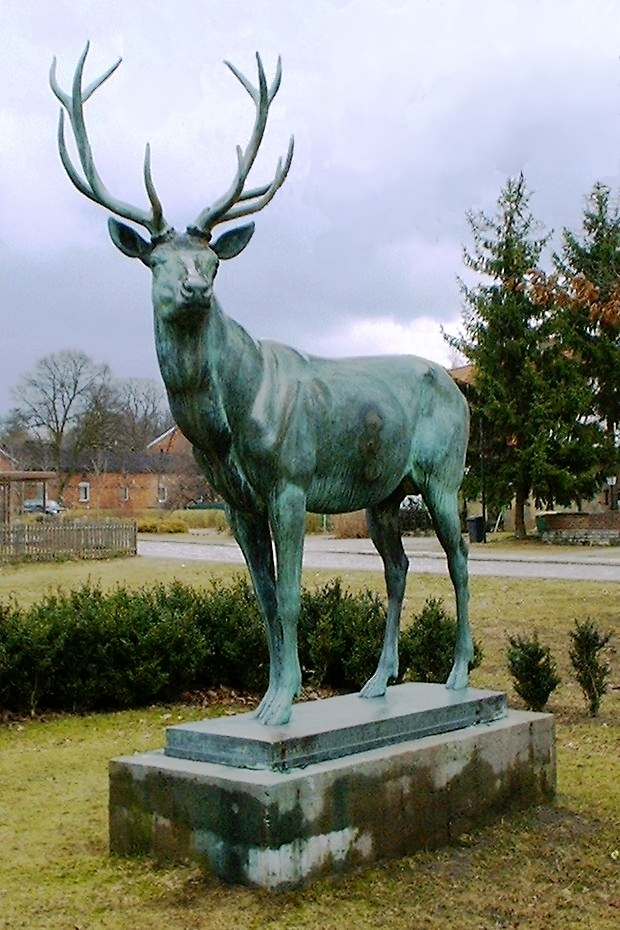
Hirsch von Louis Tuaillon

- Gedenktafel von 1993 am Gemeindehaus des Ortsteils Tiefensee an der B 158 zur Erinnerung an den Reformpädagogen Adolf Reichwein, der zeitweise an der damals dort befindlichen Schule lehrte und sich später am antifaschistischen Widerstand des Kreisauer Kreises beteiligte, weswegen er 1944 in Berlin-Plötzensee ermordet wurde
- Gedenkstein auf dem Waldfriedhof des Ortsteiles Tiefensee für die Widerstandskämpfer gegen Faschismus und Krieg. Daneben befindet sich das Grab eines umgekommenen ukrainischen Zwangsarbeiters
- FIR-Ehrenmal im Park am Paddenphul zum Gedenken an die antifaschistischen Widerstandskämpfer

### Parks
- Der ehemalige Park des Rittergutes Hirschfelde, angelegt von dessen damaligen Besitzer Eduard Arnhold, steht in seinen Resten, ebenso wie das Gutshaus, unter Denkmalschutz. Auf dem Dorfanger von Hirschfelde steht die Bronzestatue eines Hirsches von Louis Tuaillon

## Wirtschaft und Infrastruktur

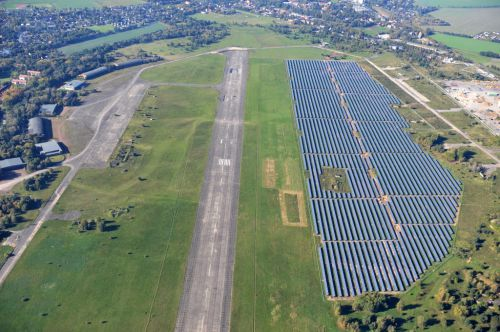
Solarkraftwerk auf dem Flugplatz Werneuchen

Die ehemalige Ackerbürgerstadt Werneuchen ist im Gemeindegebiet noch stark von Land- und Forstwirtschaft geprägt. An der Grenze zum Landkreis Märkisch-Oderland dominiert der Obstanbau. Die Stadt selbst verfügt über zahlreiche kleinere, vornehmlich handwerkliche Betriebe, aber auch größere Unternehmen beispielsweise der Nahrungsmittelindustrie (z. B. Zuegg AG). Sie hält gemeinsam mit der BBG Brandenburgische Boden GmbH mehrere Gewerbegebiete vor. Der ADAC betreibt in Werneuchen ein Fahrsicherheitszentrum. Im Norden, am Gamensee im Gamengrund stehen Naherholung, Freizeit und Tourismus im Vordergrund. Ein Campingplatz in Tiefensee am Großen Gamensee bietet Übernachtungsmöglichkeiten.
Aldi-Nord ist mit einer seiner Regionalgesellschaften im Werneuchener Ortsteil Seefeld ansässig und verfügt dort auch über ein großflächiges Zentrallager.
Mit dem Solarpark Weesow-Willmersdorf verwirklichte die EnBW Energie Baden-Württemberg in Werneuchen auf einer Fläche von 164 Hektar den größten Solarpark Deutschlands. EnBW will den Solarpark ausschließlich durch die Verkaufserlöse der Energie am freien Markt refinanzieren, es sollen keine staatlichen Vergütungen fließen. Möglich ist dies laut EnBW, weil die Kosten der Photovoltaik binnen eines Jahrzehnts um mehr als 80 % fielen. Im Oktober 2019 traf EnBW die endgültige Investitionsentscheidung. Der Baubeginn und die teilweise Inbetriebnahme fand im Jahr 2020 statt. Als Kosten für das Projekt, das eine Leistung von 187 MW hat und insgesamt Grünstrom für rund 50.000 Haushalte produzieren soll, gab das Unternehmen zunächst etwa 100 Mio. Euro an.

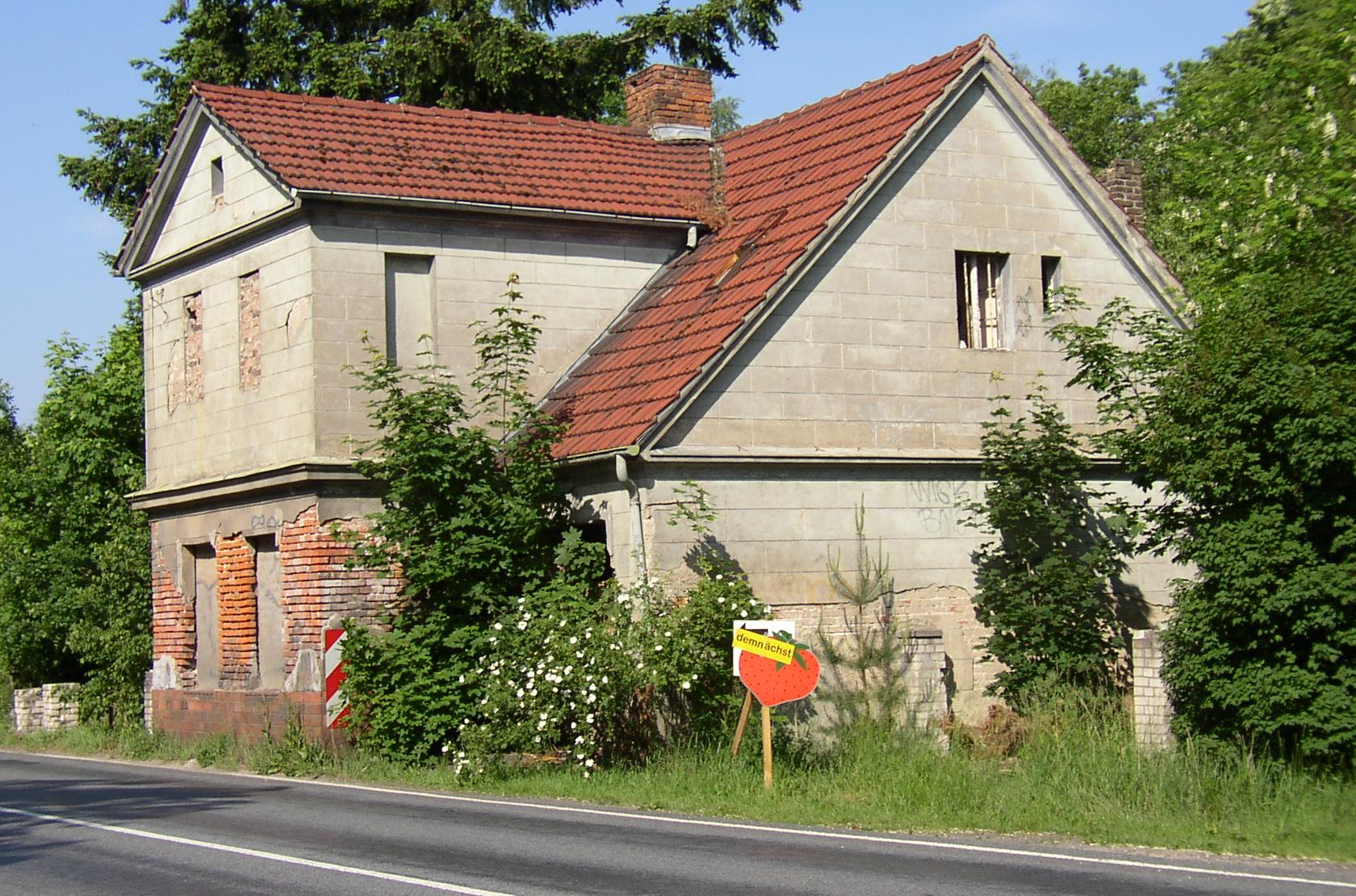
Chausseehaus an der B 158 in Werftpfuhl (im Jahr 2010 abgerissen)

### Öffentliche Einrichtungen
Die Stadtverwaltung Werneuchen beschäftigt mit nachgeordneten Einrichtungen ca. 80 Mitarbeiter.

### Verkehr

#### Straßenverkehr
Werneuchen liegt an der Bundesstraße B 158 zwischen Berlin und Bad Freienwalde. Die nächstgelegene Autobahnanschlussstelle ist Berlin-Hohenschönhausen an der A 10 (östlicher Berliner Ring) in etwa 10 km Entfernung.

#### Schienenverkehr
Der Bahnhof Werneuchen und der Haltepunkt Seefeld liegen an der Wriezener Bahn. Sie werden von der Regionalbahnlinie RB 25 (Berlin Ostkreuz – Werneuchen) bedient. Die Linie wird von der  Niederbarnimer Eisenbahn (NEB) im Verkehrsverbund Berlin-Brandenburg betrieben, das Regionalnetz Ostbrandenburg der DB Netz ist Betreiber der Eisenbahninfrastruktur.
Der Schienenpersonennahverkehr zwischen Werneuchen und Tiefensee wurde zum 10. Dezember 2006 vom Land Brandenburg abbestellt, nachdem bereits in den 1990er Jahren die weiterführende Verbindung nach Wriezen eingestellt worden war. Die Bahnhöfe Tiefensee und Werftpfuhl wurden stillgelegt. Der Streckenabschnitt Werneuchen Einfahrsignal – Tiefensee wurde inzwischen von der Mittenwalder Eisenbahnimmobiliengesellschaft gekauft, der bereits der Abschnitt Tiefensee – Sternebeck gehört. Seit 2013 ist der Abschnitt an die RegioInfra verpachtet.

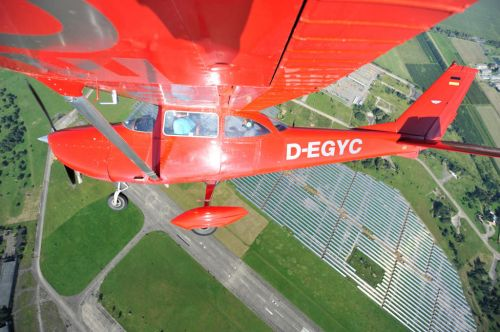
Flugbetrieb am Flugplatz Werneuchen

#### Flugverkehr
Der Flugplatz Werneuchen ist offen für Sportflieger und Geschäftsreisende.

### Bildung

#### Schulen
- Grundschule im Rosenpark
- Europaschule Werneuchen (Oberschule)

#### Kitas
- Kita „Altstadtspatzen“, Werneuchen
- Kita „Sonnenschein“, Werneuchen
- Kita „Zwergenland“, Löhme
- Kita „Schneckenhaus“, Schönfeld
- Kita „Wirbelwind“, Seefeld
- Kita „Tiefenseer“, Landmäuse Tiefensee

## Persönlichkeiten

### Ehrenbürger
- Gottlieb Hermann Boit (1874–1921), Pfarrer in Werneuchen[29]
- 2006: Eberhard Müller, Kunsthandwerker[30]
- Günther Engelmann, Unternehmer[31]

### Söhne und Töchter der Stadt
- Christian Gottlieb Friedrich Stöwe (1756–1824), Superintendent und Astronom in Potsdam
- Otto Born (1892–1945), im Ortsteil Löhme geborener Politiker, Bürgermeister von Berlin-Mitte
- Christian Westphal (* 1953), Brigadegeneral der Bundeswehr

### Mit Werneuchen verbundene Persönlichkeiten
- Friedrich Schmidt, genannt Schmidt von Werneuchen (1764–1838), Pastor und Dichter, lebte in Werneuchen[32]
- Eduard Arnhold (1849–1925), Unternehmer und Kunstmäzen, Rittergutsbesitzer in Hirschfelde, stiftete u. a. die Villa Massimo in Rom
- Adolf Reichwein (1898–1944), Pädagoge, Mitglied des Kreisauer Kreises,  in den 1930er Jahren Lehrer in Tiefensee
- Brigitte Helm (1908–1996), Schauspielerin, besuchte die Schule in Hirschfelde
- Harald Jäger (* 1943), Oberstleutnant einer Passkontrolleinheit der DDR, gilt als der Mann, der faktisch die Berliner Mauer öffnete, lebt in Werneuchen
- Max Moor (* 1958), Fernsehmoderator, lebt in Hirschfelde
- Sergej Alexander Dott (* 1959), Bildhauer, lebt in Tiefensee